# Honey 2
Honey 2 – amerykańska komedia z 2011 roku, kontynuacja filmu Honey.

## Opis fabuły
Dziedzictwo legendarnej tancerki i choreografki Honey Daniels żyje w 17-letniej Marii Ramirez – Katerina Graham. Po wyjściu z poprawczaka, Maria wróciła do dawnych korzeni – Bronxu, aby odbudować swoje życie, jedynie z ambicjami i talentem do street dance. Znajduje ujście dla swojej pasji dołączając do nowej grupy tanecznej.

## Obsada
- Katerina Graham – Maria Ramirez
- Audrina Patridge – Melinda
- Seychelle Gabriel – Tina
- Randy Wayne – Brandon
- Melissa Molinaro – Carla
- Brandon Molale – Oficer Gordon
- Gerry Bednob – Pan Kapoor
- Tyler Nelson – Darnell
- Lonette McKee – Connie Daniels
- Brandon Gonzales – Oficer Blaine
- Brittany Perry-Russell – Lyric
- Casper Smart – Ricky
- Loudon Kallie – Julissa
- McCoy Rosero – Jonas